# Nothus lunus
Nothus lunus is een vlinder uit de familie Sematuridae. De wetenschappelijke naam is gepubliceerd in 1758 door Linnaeus in de tiende editie van Systema naturae.